# Causa materialis
La causa materialis è una delle cause interne secondo Aristotele, che risiede nella hyle. Secondo la Fisica aristotelica è una delle quattro cause del movimento dei corpi materiali. È ciò "da cui qualcosa sorge, e ciò che è in questo qualcosa, ad esempio il bronzo (che) è la causa della statua".
Secondo Aristotele, le altre cause sono tre:
- causa efficiens (causa efficiente)
- causa formalis (causa formale o causa della forma)
- causa finalis (causa finale o scopo).